# Xuân giang hoa nguyệt dạ (thơ Trương Nhược Hư)
Xuân giang hoa nguyệt dạ là một thi phẩm của Trương Nhược Hư. Theo Đường Thi tuyển dịch (tập 2), thì đây là một bài thơ tuyệt diệu với ngôn ngữ giản dị mà tươi tắn, thanh tao; âm điệu bàng hoàng, triền miên; hình ảnh sinh động, cảm xúc chứa chan.

## Tác giả (sơ lược)
Trương Nhược Hư (chữ Hán: 张若虚; sinh khoảng 660 - mất khoảng 720) ở Dương Châu (nay là huyện Giang Đô, tỉnh Giang Tô) là một nhà thơ thời nhà Đường, Trung Quốc. Bản tính ông vốn không thích danh lợi, thường ngao du khắp thiên hạ để tìm bạn thơ; ông cùng với Hạ Tri Chương, Trương Húc, Bao Dung được người đương thời gọi là "Ngô trung tứ sĩ" (Bốn danh sĩ đất Ngô).
Trong quyển Thơ Đường, GS. Trần Trọng San cho biết: Ở vào thời sơ Đường, thơ của Ngô trung tứ sĩ không nhiều thì ít đều kế tục di phong phù mỹ của thời Lục Triều, nên được xếp vào phái thơ Ỷ mỹ phái 
Sách Từ điển văn học (bộ mới) cũng đã nhận xét: Phong cách thơ Trương Nhược Hư trong sáng hoa lệ, giàu chất trữ tình, có vị trí quan trọng trong sự chuyển biến thơ ca từ thời sơ Đường đến thịnh Đường
Sáng tác của ông thất lạc gần hết, trong Toàn Đường thi chỉ ghi lại được 2 bài thơ của ông là Đại đáp khuê mộng hoàn (Đáp thay Khuê Mộng Hoàn) và Xuân giang hoa nguyệt dạ (Đêm hoa trăng trên sông xuân).

## Nội dung
Trần Trọng Kim cho biết: 
Đời vua Hậu Chủ nhà Trần ở Nam triều cùng với các nữ học sĩ và các triều thần làm thơ, rồi nhặt những bài thơ đóng thành tập gọi là Xuân giang hoa nguyệt dạ. Trương Nhược Hư lấy cái đề ấy làm bài thơ này, là một bài thơ cổ rất hay.

### Văn bản
| Nguyên tác: 春江花月夜 张若虚 春江潮水连海平，海上明月共潮生。 滟滟随波千万里，何处春江无月明。 江流宛转绕芳甸，月照花林皆似霰。 空里流霜不觉飞，汀上白沙看不见。 江天一色无纤尘，皎皎空中孤月轮。 江畔何人初见月，江月何年初照人。 人生代代无穷已，江月年年望相似。 不知江月待何人，但见长江送流水。 白云一片去悠悠，青枫浦上不胜愁。 谁家今夜扁舟子，何处相思明月楼。 可怜楼上月裴回，应照离人妆镜台。 玉户帘中卷不去，捣衣砧上拂还来。 此时相望不相闻，愿逐月华流照君。 鸿雁长飞光不度，鱼龙潜跃水成文。 昨夜闲潭梦落花，可怜春半不还家。 江水流春去欲尽，江潭落月复西斜。 斜月沉沉藏海雾，碣石潇湘无限路。 不知乘月几人归，落月摇情满江树。 | Bản dịch của Tản Đà: Âm Hán-Việt: Xuân giang hoa nguyệt dạ Trương-Nhược-Hư Xuân giang triều thủy liên hải bình, Hải thượng minh nguyệt cộng triều sinh. Diễm diễm tùy ba thiên vạn lý, Hà xứ xuân giang vô nguyệt minh. Giang lưu uyển chuyển nhiễu phương điện, Nguyệt chiếu hoa lâm giai như tiển. Không lý lưu sương bất giác phi, Đính thượng bạch sa khan bất kiến. Giang thiên nhất sắc vô tiêm trần, Hạo hạo không trung cô nguyệt luân. Giang bạn hà nhân sơ kiến nguyệt? Giang nguyệt hà niên sơ chiếu nhân? Nhân sinh đại đại vô cùng dĩ, Giang nguyệt niên niên vọng tương tự. Bất tri giang nguyệt chiếu hà nhân, Đãn kiến trường giang tống lưu thủy. Bạch vân nhất phiến khứ du du, Thanh phong giang thượng bất thăng sầu. | Thùy gia kim dạ biên chu tử, Hà xứ tương tư minh nguyệt lâu? Khả liên lâu thượng nguyệt bồi hồi, Ưng chiếu ly nhân trang kính đài. Ngọc hộ liêm trung quyển bất khứ, Đảo y châm thượng phất hoàn lai. Thử thời tương vọng bất tương văn, Nguyện trục nguyệt hoa lưu chiếu quân. Hồng nhạn trường phi quang bất độ, Ngư long tiềm dược thủy thành văn. Tạc dạ nhàn đàm mộng lạc hoa, Khả liên xuân bán bất hoàn gia. Giang thủy lưu xuân khứ dục tận, Giang đàm lạc nguyệt phục tây tà. Tà nguyệt trầm trầm tàng hải vụ, Kiệt Thạch, Tiêu Tương vô hạn lộ. Bất tri thừa nguyệt kỷ nhân quy, Lạc nguyệt dao tình mãn giang thụ. |

Bản dịch tiếng Việt
| Dịch thơ: Đêm trăng hoa trên sông xuân Sông xuân sáng nước liền ngang bể, Vầng trăng trong mặt bể lên cao. Ánh trăng theo sóng đẹp sao! Sông xuân muôn dặm chỗ nào không trăng? Dòng sông chảy quanh rừng hoa ngát, Trăng soi hoa như tán trập trùng. Sương bay chẳng biết trong không Trên soi cát trắng nhìn không thấy gì. Trời in nước một ly không bụi. Mảnh trăng trong ròi rọi giữa trời. Thấy trăng thoạt mới là ai? Trăng sông thoạt mới soi người năm nao? Người sinh mãi, kiếp nào cho biết, Nhìn trăng sông năm hệt không sai. Trăng sông chẳng biết soi ai, Dưới trăng chỉ thấy sông dài nước trôi. Đám mây trắng ngùi ngùi đi mãi, Rặng phong xanh một dải sông sầu. | Đêm nay ai đó, ai đâu? Chiếc thuyền để nhớ trên lầu trăng soi. Trăng thờ thẫn nơi người xa ngóng, Chốn đài gương tựa bóng thương ai. Trong rèm cuốn chẳng đi thôi, Trên bàn đập áo quét rồi lại ngay. Cùng nghe ngóng lúc nay chẳng thấy, Muốn theo trăng trôi chảy đến chàng. Hồng bay, ánh sáng không màng, Nước sâu cá quẫy chỉ càng vẩn tăm. Đêm nọ giấc trong đầm hoa rữa, Ai xa nhà xuân nửa còn chi! Nước sông trôi mãi xuân đi, Trăng tà lặn xuống bên kia cánh đầm. Vầng trăng lặn êm chìm khói bể, Đường bao xa non kệ sông Tương. Về trăng mấy kẻ thừa lương, Trăng chìm lay bóng đầy hàng cây sông . |

### Nhận xét
- Xem đầu đề và phong cách biểu hiện, bài Xuân giang hoa nguyệt dạ, ở mức độ nhất định, đã chịu ảnh hưởng của thi phong Lục triều, có điều đã vượt lên trên thi phong phù hoa diễm lệ của Sơ Đường. Với ngòi bút tươi tắn, thanh nhã và ngôn ngữ ít đẽo gọt chạm trổ, tác giả miêu tả cảnh đẹp của đêm trăng trên sông xuân, và nói lên nỗi lòng triền miên, xa xôi do cảnh đẹp tự nhiên khêu gợi. Về mặt nghệ thuật, bài thơ có những chỗ hay, ngôn ngữ trong trẻo lưu loát, âm điệu uyển chuyển trở đi trở lại. Cảnh thơ rộng lớn, sâu thẳm, mà tình nồng đượm, ý xa xôi, dễ đưa con người vào thế giới vắng lặng, xa xăm; và dễ gợi lên nỗi buồn về cuộc đời monh manh cùng thế sự vô thường...[7]
- Chính tứ thơ của Xuân giang hoa nguyệt dạ đã gợi ý cho bài Minh nguyệt dẫn (Khúc hát trăng sáng) của Lư Chiếu Tân và bài Thái liên khúc (Khúc hái sen) của Vương Bột. Thi phẩm này được người sau xếp vào hàng những sáng tác hay trong thơ Đường, và chính nó đã làm cho Trương Nhược Hư bất tử.[4]

## Chuyển thể
Trong thời kỳ Trung Hoa Dân Quốc, một người nào đó đã chuyển thể bài thơ này thành bản nhạc độc tấu dành riêng cho đàn tỳ bà, "Tịch dương tiêu cổ" (夕陽蕭鼓) thành một bản song tấu dành cho cổ tranh và nhị hồ, bài này cũng được đặt tên là "Xuân giang hoa nguyệt dạ". Bài thơ này đã được nhạc sĩ đương đại nổi tiếng Trung Quốc Bành Tu Văn (彭修文) chuyển thể cho âm nhạc của dàn nhạc quốc gia Trung Quốc, và do đó được lưu truyền rộng rãi. Trong phần "âm nhạc nghi lễ" của lễ khai mạc Thế vận hội Bắc Kinh 2008, các nghệ sĩ biểu diễn đã hát hai dòng đầu tiên của "Xuân giang hoa nguyệt dạ" dưới dạng nhạc Côn khúc.